# Lights Come On
«Lights Come On» — песня американского кантри-певца Джейсона Олдина, вышедшая 1 апреля 2016 года в качестве первого сингла из седьмого студийного альбома Олдина They Don’t Know (2016). Песню написали Джимми Роббинс, Джордан Шмидт, Брэд Уоррен, Брет Уоррен и участники группы Florida Georgia Line Тайлер Хаббард и Брайан Келли.

## Отзывы
Сингл получил в основном негативные отзывы критиков. Кевин Джон Койн из Country Universe критически отозвался о концертно-ориентированной тематике песни, написав, что «„Lights Come On“ кажется написанной с единственной целью — начать концерт Джейсона Олдина. Все очень метафорично, и легко представить, как зрители говорят: „Эй! Он поёт о нас! Круто!“» и «Но это же все песни Джейсона Олдина в наши дни, не так ли? Бездушные, монотонные, конвейерные записи, которые сменяют друг друга и забываются, как только песня заканчивается». Он поставил песне оценку D.
Рецензия в журнале Taste of Country была более благосклонной, похвалив инструментарий кантри-рока и сравнив песню с более ранними хитами Олдина «My Kinda Party» и «She’s Country».

## Коммерческий успех
Песня дебютировала под номером 29 в чарте Country Airplay, что стало его третьим дебютом в этом чарте. В результате эфира песня также заняла 43-е место в Hot Country Songs. На следующей неделе, когда песня поступила в продажу, Джейсон Олдин исполнил её на церемонии вручения премии Academy of Country Music Awards 2016 года, где он получил награду «Развлекатель года». За первую неделю продаж песня разошлась тиражом 70 000 копий, что позволило ей стать № 1 в чарте Country Digital Songs, а продажи подняли её до № 7 в Hot Country Songs. По состоянию на сентябрь 2016 года песня была продана в США тиражом 408 000 копий.

## Музыкальное видео
Режиссёром клипа выступил Шон Сильва, премьера состоялась в июне 2016 года. Он длится 5 минут и сочетает в себе кадры гастрольного тура Олдина 2016 года «Six String Circus Tour» и подробное интервью с Олдином, в котором он рассказывает о том, что для него значат гастроли.

## Чарты
| Чарт (2016)                         | Высшая позиция |
| ----------------------------------- | -------------- |
| Канада (Billboard Canadian Hot 100) | 81             |
| Канада (Billboard Country)          | 3              |
| США (Billboard Hot 100)             | 43             |
| США (Billboard Country Airplay)     | 1              |
| США (Billboard Hot Country Songs)   | 3              |

| Чарт (2016)                      | Позиция |
| -------------------------------- | ------- |
| US Country Airplay (Billboard)   | 22      |
| US Hot Country Songs (Billboard) | 13      |

## Сертификации
| Регион                                                                      | Сертификация | Продажи |
| --------------------------------------------------------------------------- | ------------ | ------- |
| Канада (Music Canada)                                                       | Золотой      | 40 000  |
| Данные о продажах + прослушиваниях приведены только на основе сертификации. |              |         |